# Josef Andrys
Josef Andrys (12. března 1911, Moravská Ostrava – ?) byl český matematik a pedagog.

## Život
Narodil se v Moravské Ostravě v rodině učitele Ladislava Andryse. Vystudoval reálku v Ostravě. V roce 1929 nastoupil na Přírodovědeckou fakultu Karlovy univerzity v Praze, kde v roce 1935 získal aprobaci pro vyučování matematiky a deskriptivní geometrie. Poté působil až do roku 1949 na mnoha středních školách. Od roku 1949 vedl kabinet matematiky Krajského pedagogického sboru, odkud ve stejné funkci přešel roku 1954 na Krajský ústav pro další vzdělávání učitelů.
Svůj odborný zájem zaměřil Josef Andrys zejména na metodiku vyučování matematiky.